# Wenzhou Yongqiang International Airport
Wenzhou Yongqiang International Airport (kinesiska: 温州永强国际机场, Wēnzhōu Yóngqiăng Guójì Jīchǎng) är en flygplats i Kina. Den ligger i den sydöstra delen av landet, 1 400 km söder om huvudstaden Peking. Wenzhou Yongqiang International Airport ligger 7 meter över havet.
Terrängen runt Wenzhou Yongqiang International Airport är huvudsakligen platt, men västerut är den kuperad. Havet är nära Wenzhou Yongqiang International Airport österut.  Närmaste större samhälle är Yongzhongjiedao, 3,2 km väster om Wenzhou Yongqiang International Airport. 